# Перисад II
Перисад II (умер около 245 до н. э.) — боспорский царь (284—245 годы до н. э.) из династии Спартокидов, сын Спартока III.
Сведения об этом царе крайне скудны. Известно только, что Перисад II чеканил свою монету, в 253/254 годах до н. э. послал посольство в птолемеевский Египет, и что в 250 году до н. э. пожертвовал драгоценную фиалу в храм Аполлона на о. Делос.
Ко второму десятилетию правления Перисада II (с 275 года до н.э.) исследователи относят начало наиболее резкой фазы денежного кризиса, охватившего Боспорское царство в первой половине III в. до н.э. Отчеканенные во второй четверти века пантикапейские медные монеты характеризуются более низким весом, по сравнению с предшествующими выпусками, более грубой чеканкой. Кроме того, была допущена порча монет, выразившаяся в увеличении доли свинца в составе медного сплава для его удешевления. Подобные тенденции ярко видны на материале, например, Мирмекийского клада 2002 года, захороненного около середины века.
После Перисада II в истории Боспора имеет место «белое пятно» вплоть до восстания Савмака (107 год до н. э.).